# Erin Gemmell
Pour les articles homonymes, voir Gemmell.
Erin Gemmell, née le 2 décembre 2004, est une nageuse américaine.

## Biographie
Elle est entraîné par son père Bruce et est la sœur de l'ancien nageur de haut niveau Andrew Gemmell.
Aux championnats du monde 2023 à Fukuoka, elle gagne la médaille d'argent au relais 4 × 200 m nage libre.